# Lombardischer Rhythmus
Der lombardische Rhythmus ist eine Sonderform der Punktierung (Musik), bei der die punktierte Note an die zweite, weniger betonte Stelle der Notengruppe tritt.
Während bei einer üblichen Punktierung zunächst die längere und dann die kürzere Note erklingt (vgl. „Al-le“ im Weihnachtslied Alle Jahre wieder), verhält es sich bei einem sogenannten lombardischen Rhythmus gerade umgekehrt. Es kommt also beispielsweise erst eine Sechzehntelnote und dann eine punktierte Achtel.
Quantz lehrt, dass man „von zwo oder drey kurzen Noten die anschlagende kurz machet, und hinter die durchgehende einen Punct setzet“. 
Diese umgekehrte Punktierung vermittelt eine beschwingte Leichtigkeit, wie etwa in W.A. Mozarts Streichquartett in d-Moll, KV 421: Im Mittelteil (Trio) des Menuetts schwingt sich die Melodie der 1. Violine im lombardischen Rhythmus federleicht in die Höhe.
Trio aus KV 421ⓘ
Der lombardische Rhythmus ist im Notenbild von der Synkope kaum zu unterscheiden. In der Ausführung jedoch bleibt beim lombardischen Rhythmus die zweite, längere Note unbetont und leicht. Bei der Synkope dagegen erhält sie ebenfalls einen Akzent.

## Herkunft des Begriffs
Die Zuordnung dieser Rhythmusfigur zur Lombardei und damit allgemein zu Italien hat ihren Ursprung in der barocken Praxis der Inegalität. Gleichmäßig notierte Achtel oder Sechzehntel wurden in bestimmten Konstellationen ungleichmäßig gespielt; dabei nannte man die Praxis, bei jedem Notenpaar die 1. Note zu verlängern und die 2. zu verkürzen, „französisch“, und die umgekehrte Ausführung „lombardisch“. Während man heute unter „lombardischem Rhythmus“ eine exakte Punktierung (Verhältnis der Notenwerte 1:3) versteht, ist hier ein noch nicht näher präzisiertes Verhältnis kurz-lang gemeint, für das es bei der Ausführung einen Spielraum gibt.  